# 池上秀畝
池上 秀畝（いけがみ しゅうほ、1874年（明治7年）10月11日 - 1944年（昭和19年）5月26日）は、明治時代から昭和にかけての日本画家。特に山水・花鳥画を得意とした。

## 略歴
長野県上伊那郡高遠町（現在の伊那市）に紙商兼小間物屋の次男として生れる。本名は國三郎。祖父池上休柳は、家業は番頭に任せて高遠藩・御用絵師に狩野派を学び、慶応2年（1866年）には自らの画論『松柳問答』を刊行、その翌年亡くなっている。父池上秀華も、岡本豊彦から四条派を学び、祖父と同様、俳句や短歌を詠み、茶道や華道に凝るといった趣味三昧の生活ぶりだったという。今でも高遠から上伊那各地の旧家には、彼らの作品が所蔵されている。のちに秀畝が口述筆記させた自伝では、生まれた時からこのような環境だったので、絵の描き方を自然に覚えたと語っている。明治21年（1888年）頃には、自ら「國山」の号を用い、自作に「圀山」印を押すようになる。
明治22年（1889年）15歳で小学校を卒業後、本格的に絵師になるために父と共に上京。瀧和亭、川辺御楯を訪ねるが父は気に入らず、結局親戚から紹介され当時無名だった荒木寛畝の最初の門人・内弟子となり4年間を過ごし文人画を学ぶ。一時は洋画も研究するが、これは寛畝がやめさせている。明治39年（1906年）同じ門下生の大岡豊子（緑畝）と結婚。同年、詩画堂塾と称していた寛畝塾は、新たに詩画会を起こし、太平洋戦争で自然解散する昭和17年まで続けられるが、秀畝はその中心人物となる。
明治40年（1907年）正派同志会第1回展で二等銀牌、翌年の文部省美術展覧会で初入選する。大正5年（1916年）から3年連続で文展特選となるも、大正7年（1918年）同志と共に新結社を結び、文展審査に不満を示し、文展改革の口火を切る。大正8年（1919年）、発足したばかりの帝展で無鑑査となる。昭和8年（1933年）、帝展審査員。伝神洞画塾を主宰し後進の指導に尽力した。晩年になっても力作を次々と発表したが、第二次世界大戦の最中の昭和19年（1944年）5月26日に東京都下谷区の自宅で狭心症により没した。戒名は清高院殿韓山秀畝大居士。谷中霊園に葬られ、菩提寺はその近くの天台宗東叡山津梁院。昭和25年（1950年）伊那公園に、池上家三代の絵師を顕彰する『画人三代碑』が建てられた。
令和6年（2024年）生誕150年にあたり、故郷伊那市では記念展を高遠町歴史博物館（2月23日から6月16日）、信州高遠美術館（3月2日から5月19日)、伊那市創造館（3月16日から5月27日）、長野県伊那文化会館（3月30日から5月12日）でそれぞれの館で企画し開催する。また練馬区立美術館（3月16日から4月21日）と長野県立美術館（5月25日から6月30日）でも代表作品を展示する巡回展を開催
。

## 代表作
| 作品名               | 技法         | 形状・員数 | 寸法（縦x横cm）     | 所有者                     | 年代               | 出品展覧会           | 落款・印章                        | 備考                                   |
| -------------------- | ------------ | ---------- | ------------------- | -------------------------- | ------------------ | -------------------- | --------------------------------- | -------------------------------------- |
| 秋色                 |              |            |                     | 北野美術館                 | 明治40年（1907年） |                      |                                   |                                        |
| 初冬                 | 紙本著色     | 六曲一双   | 167.0x364.0（各）   | 東京国立近代美術館         | 明治43年（1910年   | 第4回文展三等賞      |                                   |                                        |
| 晴潭                 |              | 屏風       |                     | 田中本家博物館             | 大正3年（1914年）  |                      |                                   |                                        |
| 秋晴                 | 絹本著色     | 六曲一双   |                     | 三の丸尚蔵館               | 大正4年（1915年）  | 第9回文展二等賞      |                                   |                                        |
| 夕月                 | 紙本著色     | 六曲一双   | 159.5x360.0（各）   | 東京国立近代美術館         | 大正5年（1916年）  | 第10回文展特選第二席 |                                   |                                        |
| 峻嶺雨後             | 絹本著色     | 六曲一双   |                     | 目黒雅叙園                 | 大正6年（1917年）  | 第11回文展特選第七席 |                                   |                                        |
| 四季花鳥             | 紙本著色     | 四幅対     |                     | 長野県立美術館             | 大正7年（1918年）  | 第12回文展特選第五席 |                                   |                                        |
| 雨中竹屏風           | 紙本著色     | 四曲一双   | 208.0x304.5（各）   | 佐久市立近代美術館         | 大正8年（1919年）  |                      | 款記「大正己未應鐘上浣 秀畝畫之」 |                                        |
| 桜花雙鳩・秋草郡鶉図 | 絹本金地著色 | 二曲一双   | 168.0x165.0（各）   | 練馬区立美術館             | 大正10年（1921年） |                      |                                   |                                        |
| 夏より秋図           | 紙本著色     | 六曲一双   | 177.4x383.4（各）   | 個人（静岡県立美術館寄託） | 大正12年（1921年） | 第4回帝展            |                                   |                                        |
| 国之華               | 紙本金地著色 | 六曲一双   | 186.6x434.8（各）   | 三の丸尚蔵館               | 大正13年（1924年） |                      |                                   | 昭和天皇御成婚の際、藤田平太郎より献上 |
| 紅葉谷川             |              | 屏風       |                     | 田中本家博物館             | 大正時代           |                      |                                   |                                        |
| 松に白鷹図           | 杉戸著色     | 2枚        | 約200.0x130.0（各） | 練馬区立美術館寄託         | 昭和3年（1928年）  |                      |                                   | 荒木寛畝と合作                         |
| 巨浪群鵜図屏風       | 絹本著色     | 六曲一双   | 168.0x362.0         | 松岡美術館                 | 昭和7年（1932年）  |                      |                                   |                                        |
| 吐綬鶏               | 紙本彩色     | 六曲一双   |                     | 韓国国立中央博物館         | 昭和11年（1936年） |                      |                                   |                                        |

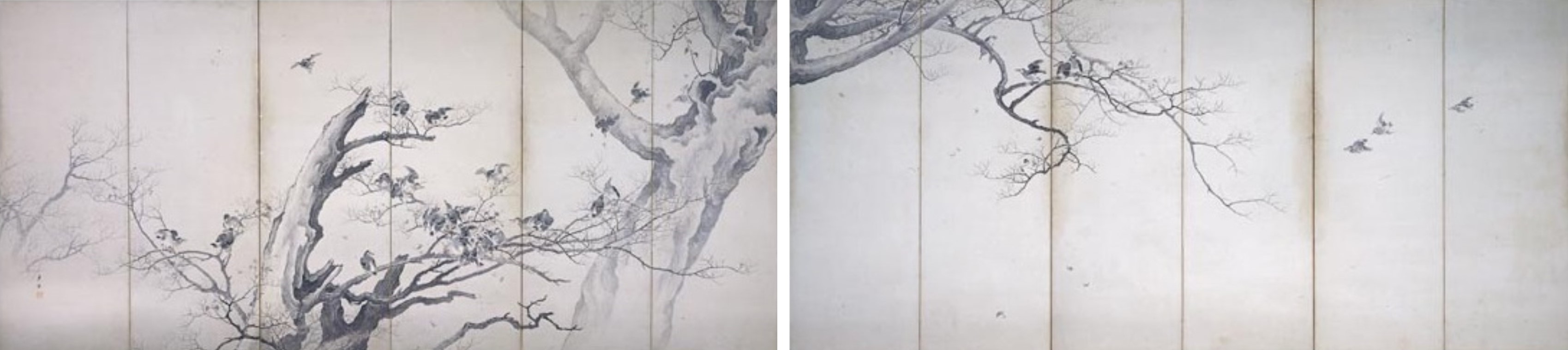
「初冬」1910年
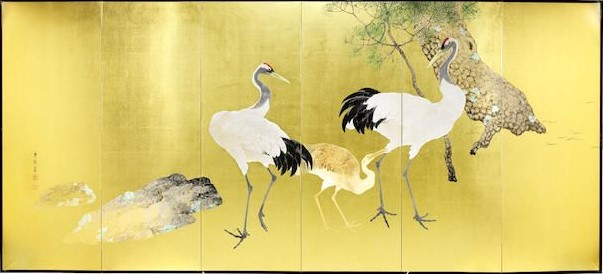
「松に鶴図屏風」(1912-1926年)
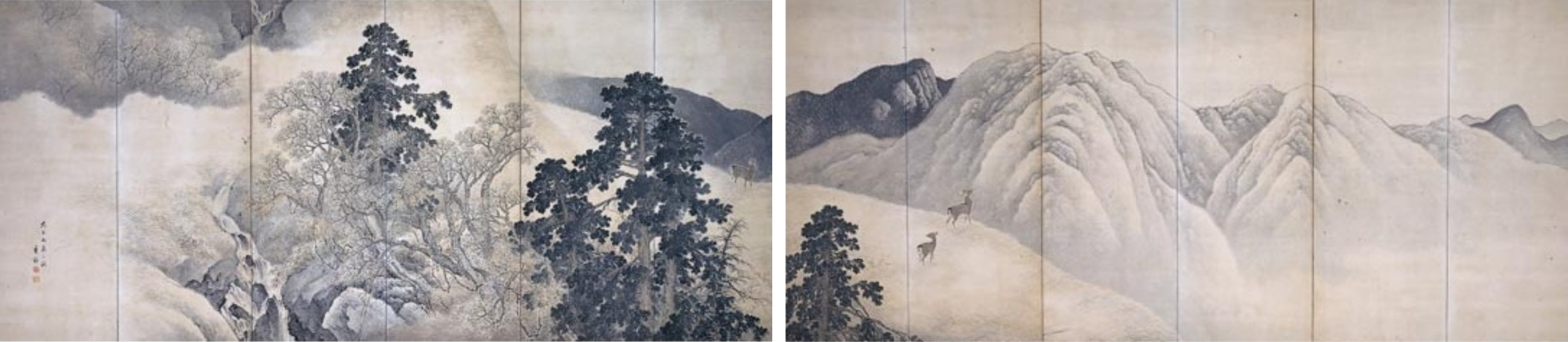
「夕月」（1916年）
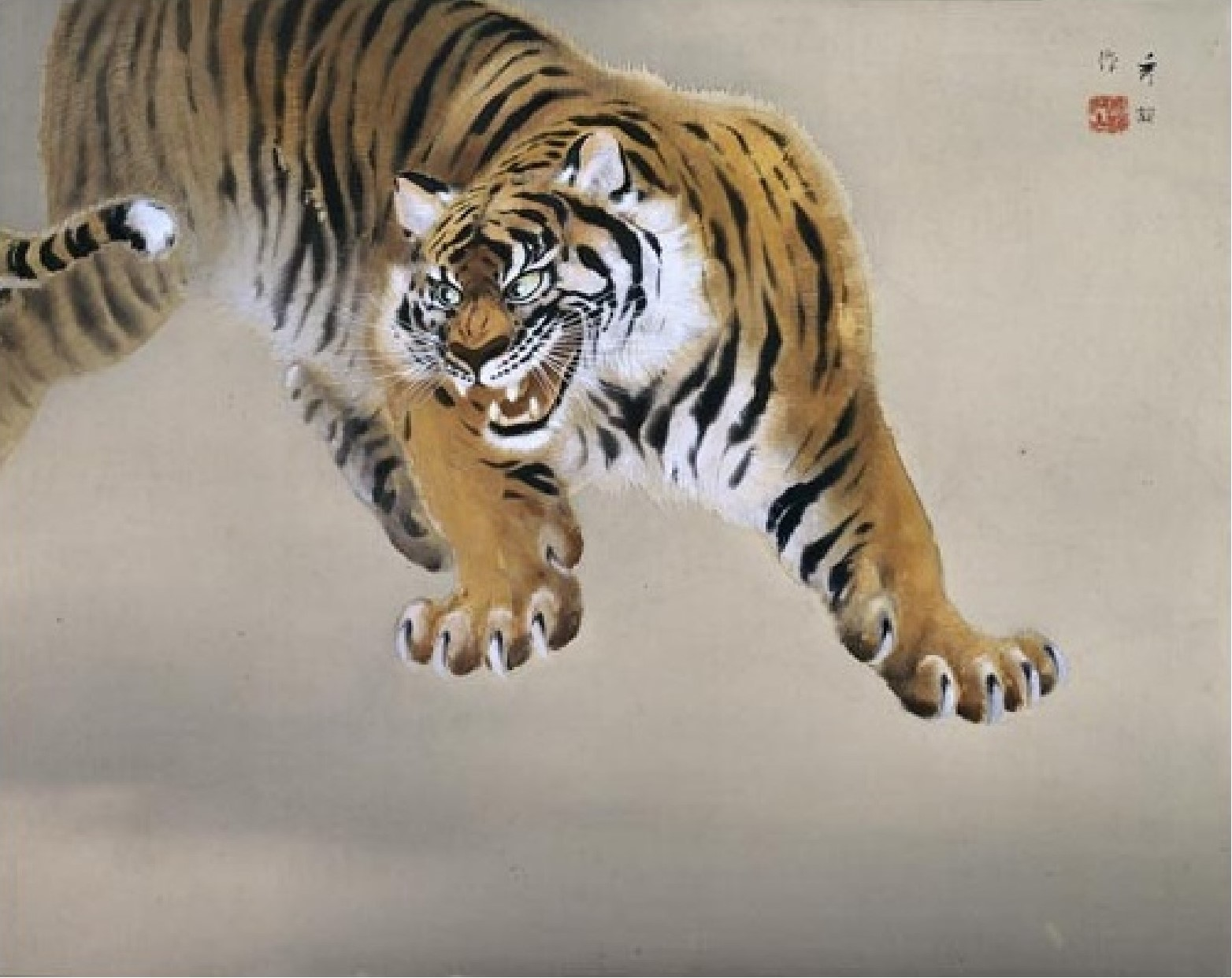
「咆哮」（1942年）